# Mírsinos
Mírsinos (en grec antic Μύρσινος) era una ciutat de l'Èlida que menciona Homer al "Catàleg de les naus" a la Ilíada, com una de les ciutats dels epeus.
Estrabó la situa al camí que anava de la ciutat d'Elis a Dime, a l'Acaia, a una distància de 70 estadis d'Elis i propera al mar.